# Bakschisch (Spiel)
Bakschisch ist ein Brett- und Familienspiel der Spieleautoren Fritz Gruber, Wolfgang Lüdtke, Reiner Müller, Peter Neugebauer und Klaus Teuber, das diese 1994 gemeinsam unter dem Pseudonym „Kara Ben Hering“ bei dem Spieleverlag Goldsieber Spiele veröffentlicht haben. Das Spiel für zwei bis vier Spieler ab neun Jahren dauert etwa 60 Minuten pro Runde. Es handelt sich dabei um ein Bluff- und Bietspiel, bei dem die Mitspieler durch ihre Bestechungen (Bakschisch) am Hof des Kalifen aufsteigen und selbst zum Kalifen werden wollen.

## Thema und Ausstattung
Bei dem Spiel handelt es sich um ein Bluff- und Bietspiel, bei dem die Mitspieler versuchen, Bedienstete des Palasts des Kalifen zu bestechen und so immer weiter in der Gunst aufzusteigen. Ihr Ziel ist es, selbst Kalif im Palast zu werden, und wem dies gelingt, der gewinnt das Spiel.
Der Inhalt der Spieleschachtel besteht neben der Spielanleitung aus:
- einem Spielplan mit einer Darstellung des Palasts und der Bediensteten,
- 4 farbigen Spielfiguren,
- 4 Diebesfiguren (schwarz),
- 4 Stoffsäckchen,
- 30 Personenkarten mit Bewohnern des Palasts (Wächter, Diener, Haremsdame, Eunuch, Fakir) und dem Kalifen, und
- 40 Goldstücken.

## Spielweise
Zu Beginn des Spiels wird der Spielplan in die Tischmitte gelegt und jeder Spieler wählt eine Farbe. Jeder Spieler bekommt die entsprechende farbige Spielfigur, die auf das Startfeld des Spielplans gestellt wird, sowie ein Stoffsäckchen, in das er jeweils einen Dieb und 10 Goldmünzen legt. Die Personenkarten werden gemischt und verdeckt auf dem Spielplan abgelegt, danach werden die ersten 5 Karten verdeckt auf den entsprechenden Spielplanfeldern ausgelegt.

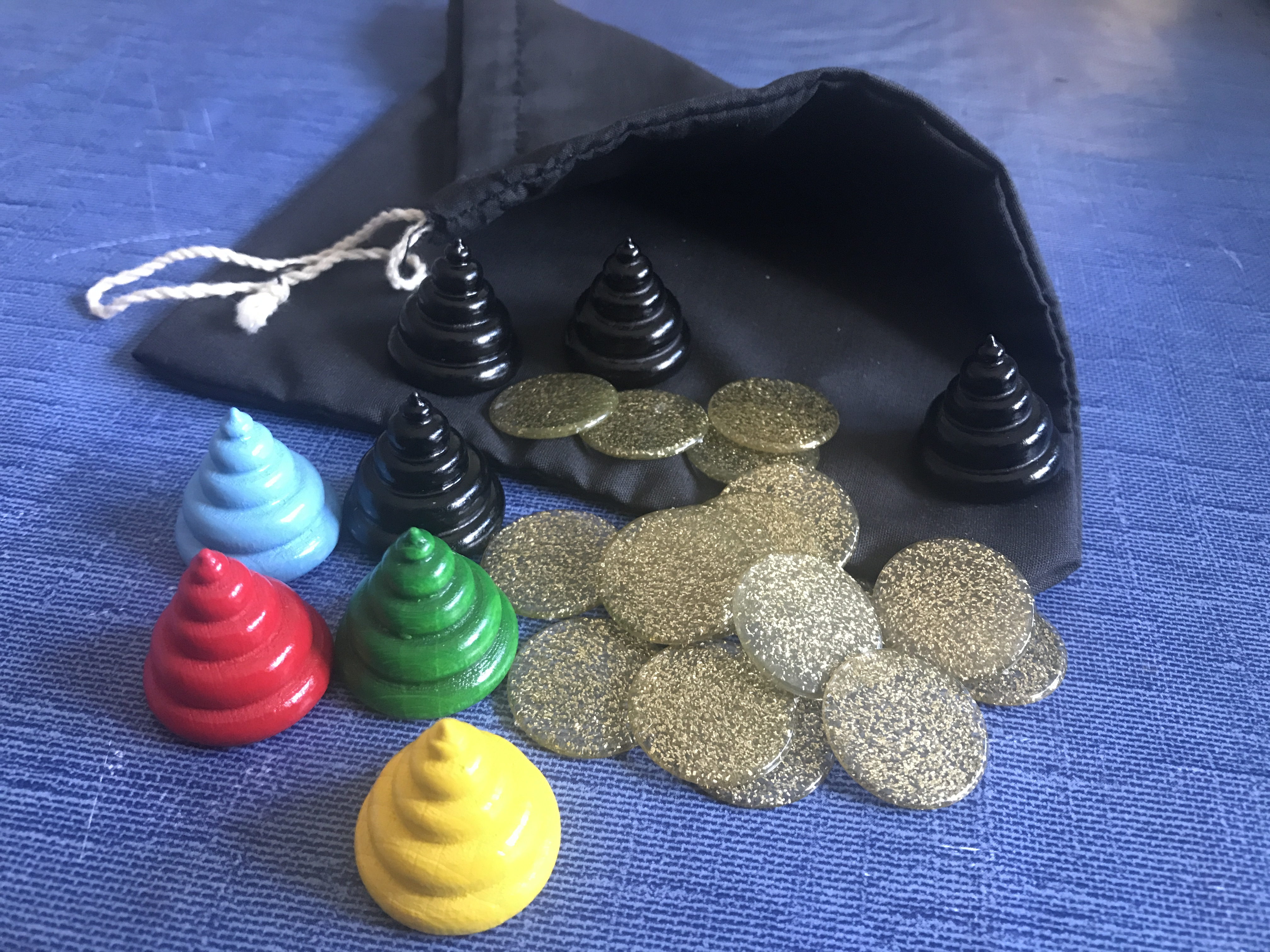
Spielmaterial für das Spiel Bakschisch: Stoffbeutel, Goldmünzen, Spielfiguren und Diebe

Das Spiel wird über mehrere Runden gespielt, die entsprechend den aufgedeckten Personenkarten jeweils aus fünf einzelnen Bestechungen bestehen. Durch geschickte Bestechungen versuchen die Spieler im Palast aufzusteigen und das Thronfeld zu erreichen. Die Bestechungen verlaufen jeweils in der gleichen Reihenfolge: Zuerst wird die jeweils linke Personenkarte umgedreht und damit die zu bestechende Person festgelegt. Jeder Spieler greift nun in seinen Stoffbeutel und nimmt aus diesem verdeckt so viele Goldmünzen, wie ihm die Bestechung wert ist (auch null), oder die Diebesfigur in die geschlossene Hand und hält diese vor sich hin. Danach öffnen sie jeweils ihre Hand und das Ergebnis wird gewertet.
Bei den ersten vier Bestechungen einer Runde gewinnt der Spieler, der die meisten Münzen geboten hat, und er rückt auf dem Spielplan bis zur nächsten Position auf, auf der die bestochene Person abgebildet ist. Haben mehrere Personen gleich viele Münzen geboten, können alle entsprechend vorrücken. Handelt es sich bei der bestochenen Person um den Kalifen, rücken die Spieler jeweils so viele Felder vor, wie es ihrer aktuellen Position auf dem Spielplan entspricht. Wurde von einem Spieler ein Dieb eingesetzt, erhält dieser alle Goldmünzen seiner Mitspieler, die eingesetzt wurden; gab es mehrere Diebe, teilen diese den Gewinn unter sich auf. Gab es keinen Dieb, werden alle Goldmünzen abgegeben und neben den Spielplan gelegt. Jeder Spieler darf dabei in jeder Runde bzw. über fünf Bestechungen nur einmal einen Dieb einsetzen. Bei der fünften Bestechung einer Runde ändern sich die Regeln: der oder die Spieler, die die wenigsten Münzen eingesetzt haben, müssen rückwärts bis zum nächsten Feld des Bestochenen oder zum Startfeld zurückziehen.
Nach jeder kompletten Runde aus fünf Bestechungen werden die eingesetzten Bestechungsgelder gleichmäßig an die Spieler verteilt, die Diebe gehen zurück an ihre Besitzer und die nächste Runde mit den nächsten fünf Bestechungen wird gestartet, indem erneut 5 Karten auf die Kartenfelder ausgelegt werden.
Das Spiel endet, wenn ein Spieler am Ende einer Runde den Thron besetzt und auch nach der fünften Bestechung diesen hält. Der Spieler erreicht den Thron, wenn er in einer Runde eine erfolgreiche Bestechung durchgeführt hat und zwischen seiner Figur und dem Thron keine bestochene Person mehr vorhanden ist. Gelingt dies mehreren Spielern, gewinnt derjenige, der noch am meisten Goldmünzen hat.

## Veröffentlichung
Das Spiel Bakschisch wurde von den Spieleautoren Fritz Gruber, Wolfgang Lüdtke, Reiner Müller, Peter Neugebauer und Klaus Teuber entwickelt, die dieses 1994 gemeinsam unter dem Pseudonym „Kara Ben Hering“ bei dem Spieleverlag Goldsieber Spiele veröffentlicht haben. Klaus Teuber und Reiner Müller betreuten zu dieser Zeit mit ihrer Spieleautorenwerkstatt TM-Spiele das Goldsieber-Programm und brachten mehrere weitere Spiele bei Goldsieber auf den Markt.

## Belege
1. 1 2 3 4 5  Bakschisch, Spielanleitung, Goldsieber Verlag 1994
2. ↑  Versionen des Spiels Bakschisch in der Spieledatenbank BoardGameGeek; abgerufen am 21. März 2020.
3. ↑  Harald Schrapers: Bakschisch, Rezension auf gamesweplay.de, 28. August 1998; abgerufen am 21. März 2020.